# Liolaemus tenuis

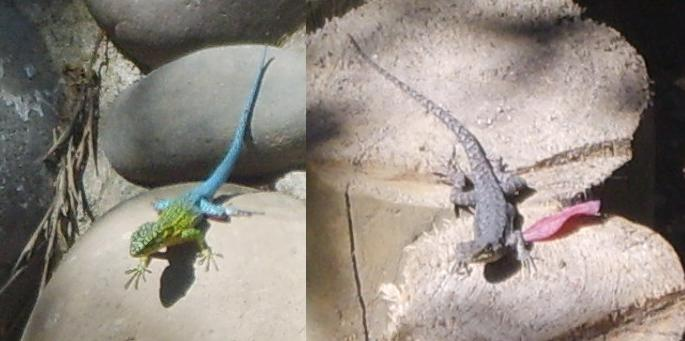
Самиця і самець

Liolaemus tenuis — вид ігуаноподібних ящірок родини Liolaemidae. Мешкає в Чилі і Аргентини.

## Поширення і екологія
Liolaemus tenuis мешкають в центральному Чилі, від Кокімбо до Лос-Ріоса, а також на заході аргентинської провінції Неукен. Вони живуть в заростях чилійського маторралю та у вальдивійських помірних лісах. Ведуть дересний спосіб життя, трапляються поблизу людських поселень. Зустрічаються на висоті до 1800 м над рівнем моря. Живляться комахами, відкладають яйця.